# Кадець Михайло Йосипович
Кадець Михайло Йосипович (30 листопада 1923, Київ — 7 березня 2011, Харків) — український математик, доктор фізико-математичних наук, професор, Заслужений діяч науки і техніки України, Лауреат Державної премії України в галузі науки і техніки.

## Біографія
Батько В. Кадця. Доктор фізико-математичних наук (1963), професор (1964). Заслужений діяч науки і техніки України (1991). Лауреат Державної премії України в галузі науки і техніки (2005). Учасник Другої світової війни. Закінчив Харківський державний університет (1950).
Працював у Макіївці. НДІ Міністерства вугілля СРСР (Донецька обл., 1950—1957); Харківському автошляховому інституту (1957—1960) та Вищому авіаційному училищі (1960–65); у Харківському національному університеті міського господарства імені О. М. Бекетова (1965—2011): завідувач, від 1992 — професор кафедри вищої математики. Наукові дослідження присвячені питанням теорії функцій та функціонального аналізу, зокрема вивченню топології і геометричних властивостей просторів Банаха. Довів гомеоморфність усіх сепарабельних нескінченновимірних банахових просторів, знайшов асимптотично точну оцінку проєкцій сталих скінченновимірних нормованих просторів (співавт.).

## Праці
- О минимальных системах и квазидополнениях в пространстве Банаха // Докл. АН СССР. 1962. Т. 145, № 2 (співавт.);
- Базисные последовательности, биортогональные системы и нормирующие множества в пространствах Банаха и Фреше // Studia Mathematica. 1965. Vol. 25, № 3 (співавт.);
- Доказательство топологической эквивалентности всех сепарабельных бесконечномерных пространств Банаха // Функц. анализ и его приложения. 1967. Т. 1, № 1;
- Переставления рядов в пространствах Банаха. Тарту, 1988 (співавт.); Series in Banach Spaces: Conditional and Unconditional Convergence. Basel; Boston; Berlin, 1997 (співавт.).